# Elfa International
Elfa International AB är moderbolag i Elfa-koncernen, som består av tre tillverkande enheter och säljbolag i Sverige, Norge, Finland, Tyskland, Danmark och Polen. Koncernen marknadsför sitt sortiment under varumärket; Elfa. 
Företaget grundades 1948, men delades upp i en elektronikdel (se Elfa AB) och en möbeldel (Elfa International). Sedan 1999 ägs Elfa International av The Container Store, som är noterade på New Yorkbörsen. 
Produktsortimentet består av back- och hyllsystem i stål och trä samt måttanpassade skjutdörrar. Försäljningen sker huvudsakligen genom större detaljhandelskedjor och varuhus inom möbel-, byggmaterial- och annan fackhandel på cirka 20 marknader via egna bolag eller genom fristående distributörer. Koncernen har idag 501 medarbetare och omsätter cirka 1 203 MSEK.